# 2081
Cette page concerne l'année 2081  du calendrier grégorien.
L'année 2081 est une année commune qui commence un mercredi.
C'est la 2081e année de notre ère, la 81e année du IIIe millénaire et du XXIe siècle et la 2e année de la décennie 2080-2089.

## Autres calendriers
- Calendrier berbère : 3030 / 3031
- Calendrier hébraïque : 5841 / 5842
- Calendrier indien : 2002 / 2003
- Calendrier musulman : 1501 / 1502
- Calendrier persan : 1459 / 1460

## Événements prévisibles
- 3 septembre : Éclipse solaire totale visible en Europe.